# Les Preses
Les Preses è un comune spagnolo di 1 495 abitanti situato nella comunità autonoma della Catalogna.